# Kitajska keramika
Kitajska keramika je ena najpomembnejših oblik kitajske umetnosti in keramike po vsem svetu. Sega od gradbenih materialov, kot so opeka in ploščice, do ročno izdelanih lončenih posod, žganih v kresovih ali pečeh, do prefinjenih kitajskih porcelanskih izdelkov, izdelanih za cesarski dvor in za izvoz.
Najstarejša znana keramika na svetu je bila izdelana v paleolitiku v jami Šjanrendong v provinci Džjangši na Kitajskem. Kitajska keramika kaže nenehen razvoj od preddinastičnih časov. Porcelan je bil kitajski izum in je tako povezan s Kitajsko, da se v vsakdanji angleški rabi še vedno imenuje china.
Večina poznejše kitajske keramike, tudi najkakovostnejše, je bila izdelana v industrijskem obsegu, zato je bilo zabeleženih le malo imen posameznih lončarjev. Številne najpomembnejše delavnice za peko so bile v lasti cesarja ali rezervirane zanj, velike količine kitajskega izvoznega porcelana pa so bile že od zgodnjega obdobja izvožene kot diplomatska darila ali za trgovino, sprva v vzhodno Azijo in islamski svet, nato pa od približno 16. stoletja v Evropo. Kitajska keramika je imela ogromen vpliv na druge keramične tradicije na teh območjih.
V dolgi zgodovini lahko kitajsko keramiko vse bolj razvrščamo med tisto, ki je bila izdelana za uporabo ali distribucijo na cesarskem dvoru, tisto, ki je bila izdelana za zahteven kitajski trg, in tisto za priljubljene kitajske trge ali za izvoz. Nekatere vrste izdelkov so bili izdelani tudi samo ali predvsem za posebne namene, kot so pokopi v grobnicah ali za uporabo na oltarjih.

## Terminologija in kategorije
Najstarejša kitajska keramika je bila lončena posoda, ki se je v kitajski zgodovini proizvajala za uporabne namene, vendar se je vse manj uporabljala za fino blago. Kamnita posoda, žgana pri višjih temperaturah in naravno neprepustna za vodo, se je razvila zelo zgodaj in se je v večini obdobij še naprej uporabljala za fino keramiko na mnogih območjih; primera sta čajni skledi iz keramike Džjan in Džidžov, izdelani v času dinastije Song.
Porcelan je po zahodni definiciji »skupni izraz, ki zajema vso keramično posodo, ki je bela in prosojna, ne glede na sestavine, ki se uporabljajo za njeno izdelavo ali za kakšno uporabo se uporablja«. Kitajska tradicija prepoznava dve glavni kategoriji keramike: visoko žgano (cí 瓷) in nizko žgano (táo 瓷), torej brez vmesne kategorije kamnite posode, ki je v kitajski tradiciji večinoma združena s porcelanom. Izraza, kot sta »porcelanski« ali »skoraj porcelanski«, se lahko uporabljajo za kamenino s porcelanskim podobnimi lastnostmi. Erja je porcelan (cí) opredelil kot »fino, kompaktno keramiko (táo)«.
Kitajsko keramiko lahko razvrstimo tudi kot severno ali južno. Kitajska je sestavljena iz dveh ločenih in geološko različnih kopenskih mas, ki ju je združil kontinentalni zdrs in tvorita stičišče med Rumeno in reko Jangce, včasih znano kot razvodnica Nanšan-Činling. Kontrastna geologija severa in juga je privedla do razlik v surovinah, ki so na voljo za izdelavo keramike; zlasti na severu primanjkuje porcelanskega kamna, ki je po strogi definiciji potreben za porcelan. Vrste keramike lahko izvirajo iz zelo razširjenih najdišč peči na severu ali jugu Kitajske, vendar ju je skoraj vedno mogoče ločiti, vplivi na tej razdalji pa lahko vplivajo na obliko in dekoracijo, vendar bodo temeljili na zelo različnih glinenih telesih s temeljnimi učinki. Tudi vrste peči so bile različne, na severu pa je bilo gorivo običajno premog, na jugu pa les, kar pogosto vpliva na izdelke. Južni materiali imajo visoko vsebnost silicijevega dioksida, nizko vsebnost aluminijevega oksida in visoko vsebnost kalijevega oksida, kar je v obeh primerih obratno kot severni materiali. Severni materiali so pogosto zelo primerni za kamenino, medtem ko so na jugu tudi območja, ki so zelo primerna za porcelan.

## Materiali
Kitajski porcelan je v glavnem izdelan iz kombinacije naslednjih materialov:
- Kaolin – bistvena sestavina, sestavljena predvsem iz glinenega minerala kaolinita.[6]
- Porcelanski kamen – razpadla sljudasta kamnina ali glinenec, zgodovinsko znan tudi kot petunse.
- Glinenec
- Kremen[7]

## Zgodovina
Pomembne specifične vrste keramike, od katerih mnoge izvirajo iz več kot enega obdobja, so obravnavane posamezno v spodnjih razdelkih.

### Neolitik
Lončenina, ki datira izpred 20.000 let, je bila najdena na najdišču jame Šjanrendong v provinci Džjangši, kar jo uvršča med najstarejšo najdeno keramiko. Druga poročana najdba je izpred 17.000 do 18.000 let v jami Jučanjan na jugu Kitajske.
V srednjem in poznem neolitiku (približno 5000 do 1500 pr. n. št.) je bila večina večjih arheoloških kultur na Kitajskem kmetovalcev, ki so izdelovali različne privlačne in pogosto velike posode, pogosto drzno poslikane ali okrašene z rezanjem ali vtiskovanjem. Dekoracija je abstraktna ali stiliziranih živali – ribe so specialiteta rečnega naselja Banpo. Za značilno keramiko Madžiajao z oranžnim telesom in črno barvo so značilne fine teksture paste, tanke stene in polirane površine; skoraj popolna odsotnost napak v izkopanih loncih kaže na visoko raven nadzora kakovosti med proizvodnjo. Kultura Madžiajao in druge faze kulture Jangšao so dobro zastopane v zahodnih muzejih, pri čemer so lonci Banšan najbolj prepoznavna vrsta neolitske kitajske keramike na Zahodu. Žare Banšan so značilne po kratkem, ozkem vratu na vrhu posode s širokimi rameni, ki se zoži v pogosto zelo ozko dno; na sredini posode sta običajno pritrjena dva obročasta ročaja, okras pa je pobarvan z vijolično črnimi in slivovo rdečimi pigmenti. Zasnove pogosto sestavljajo štirje veliki krožni posodi, povezani z močno ukrivljenimi črtami ali zankami.
Keramična tradicija, ki se razlikuje od osrednje Kitajske, se je razvila v sodobnih vzhodnih obalnih provincah Šandong, Džjangsu in Džedžjang, z glavnimi kulturami, kot so Davenkou, Longšan, Madžjabang, Songdze in Hemudu. Najpomembnejši tehnološki vidik keramike v regiji je bil razvoj lončarskega kolesa v kulturi Davenkou kmalu po približno 3000 pr. n. št. Vzhodna obala je proizvajala tehnološko najnaprednejšo keramiko v neolitski Kitajski in je najbolj znana po tankostenskih, na kolesu izdelanih, zapleteno oblikovanih črnih lončenih posodah, ki so pogosto imele polirano površino. Zgodnje posode Davenkou so izdelane iz rdeče gline, manj skrbno pripravljene kot fine različice Jangšao, vendar so njihove oblike jasno artikulirane. Vključujejo keramični prototip poznejšega bronastega dinga. Trikrožni vrč, znan kot gui (glej ilustracijo), ki je bil tudi predhodnik bronaste posode, izvira iz srednjega do poznega obdobja Davenkou. Stebla in visoke noge dvignjenih posod Davenkou so pogosto okrašene z odprtinami, kar je značilno tudi za nekatere črne lončenine kulture Longšan (glej ilustracijo). Gladka površina črne keramike je občasno vrezana, vendar nikoli pobarvana, kar ji daje kovinski videz. Belo ali rumeno blago, ki se je pojavilo proti samemu koncu faze Davenkou, se je nadalje razvilo v obdobju Longšan, in veliko bele keramike bodisi predvideva bronaste oblike iz obdobja Šang bodisi ima značilnosti, kot so zakovice, ki kažejo na posnemanje tehnik obdelave kovin, verjetno sodobnih bakrenih izdelkov, za katere še niso odkrili nobenih primerkov. Vse to je naznanjalo prehod iz kamene v kovinsko kulturo, bela keramika pa je daljni prednik veliko poznejšega belega porcelana. Najdbe posod so večinoma v grobovih; včasih hranijo posmrtne ostanke. Eno izjemno obredno najdišče, Niuheliang na skrajnem severu, je izdelalo številne človeške figurice, nekatere približno v polovični velikosti.
- Stebelna skodelica. Kultura Longšan, 2500–2000 pr. n. št. Umetnostni inštitut Minneapolis
- Posoda s popravilom, najdena v jami Xianrendong, najdišču najstarejše kitajske keramike. Narodni muzej Kitajske
- Umivalnik z najdišča Miaodigou. Kultura Yangshao, ok. 4000 pr. n. št. Muzej Shanxi
- Umivalnik. Kultura Majiayao, 3. tisočletje pr. n. št. Muzej znanstvenega in kulturnega centra Macao
- Posoda s tripodom (Gui). Kultura Dawenkou, ok. 2500 pr. n. št. Metropolitanski muzej umetnosti

### Bronasta doba
Za zgodnjo bronasto dobo je bila značilna naraščajoča spretnost žganja in okraševanja lončene posode ter izboljšave tehnologije, saj je široka uporaba litega brona spodbudila razvoj ravnanja z glino in nadzora peči. Poleg tega je uporaba lončarskega kolesa postala pogosta v obdobju Šang in zgodnjem obdobju Džov. Vse to je v 13. stoletju pr. n. št. v obliki kamnite posode privedlo do razvoja prve visoko žgane (cí 瓷) keramike. Bila je »povsem nova vrsta keramike, ki ni bila znana nikjer drugje na svetu«. Peči, podobne pečem, potrebnih za kamenino, niso bile primerno postavljene v stanovanjskih območjih, kar je privedlo do začetka prakse postavljanja večjih lončarskih obratov v bližini naravnih virov gline, goriva in vode.
Tehnologija za proizvodnjo visoko žgane keramike se po vsej Kitajski ni enakomerno razvijala. Lončarji na jugu so lahko žgali keramiko do 1200 °C, pri čemer se je glina stopila in prva kamenina se je pojavila v današnjem Džedžjangu/Džjangsu. Hkrati je južnim lončarjem primanjkovalo veščin oblikovanja keramičnih posod vseh vrst in uporabe različnih glin ter niso uporabljali prave glazure. Severna Kitajska ima drugačno kronologijo v proizvodnji visoko žgane keramike, verjetno zaradi vzpostavitve močnega političnega in gospodarskega središča s strani dinastije Šang. Izdelovali so veliko različnih vrst lončene posode, čeprav glina ni bila primerna za žganje pri temperaturah kamnite keramike. Za izdelavo bele keramike so uporabljali zelo fino belo glino z nekaj kaolinita. Nizka vsebnost železa v kaolinitu pomeni, da keramika zaradi sprememb v elementu železa ne spremeni barve in tako ostane bela. Temperatura žganja je bila običajno okoli 1000 °C, kar ni dovolj visoko za dosego popolnega sintranja in izdelavo porcelana, vendar je bil to prvi korak v tej smeri. Bela keramika, znana že v neolitiku, je dosegla vrhunec v obdobju Šang, vendar je postala redka med vladavino Zahodnega Džova, morda zaradi povečane proizvodnje vtisnjene trde keramike in proto porcelana.
Trda keramika, vtisnjena z geometrijskimi vzorci na površini, je bila finejša in trša od običajne keramike. Temperatura žganja je dosegla 1100 °C, kar je skoraj doseglo raven, potrebno za popolno sintranje, nekatere pa so imele določen lesk, kot tanka plast glazure. Drug keramični izum obdobja Šang je bil proto porcelan, ki ima tri različne značilnosti. Prvič, zahteval je višjo temperaturo žganja, od 1100 do 1200 °C ali več; drugič, na površini ima glazuro in tretjič, material je vseboval kaolinit. Najzgodnejše glazure so bile glazure iz peči, ki se naravno razvijejo pri visokih temperaturah, ko se površina telesa stopi z odpadki iz peči, kot je lesni pepel, ki deluje kot talilo. To bi lahko lončarjem dalo idejo, da bi zmešali žgani rastlinski pepel v razredčeno kaolinitno blato, ki so ga nato nanesli na površino zelene posode. Takšna glazura, ki je vsebovala rastlinski pepel in sledi železa, se je »izkazala za rumeno ali rjavo, ko je bila žgana v oksidacijskem plamenu, in modro ali modrikasto zeleno, ko je bila žgana v redukcijskem plamenu«.
To je bila prva vrsta celadonske glazure v zgodovini kitajske keramike, zato se te vrste izdelkov včasih imenujejo proto-celadon. Proto-porcelan, ki je bil v obdobju Šang zelo redek, se je v obdobju Džov nadalje razvil, skupaj z vtisnjeno trdo keramiko. Trda keramika in proto-porcelan, žgana pri podobnih temperaturah in najdena na istih najdiščih, uporabljata v osnovi enake tehnike okraševanja. Lončarji so zelo hitro spoznali, da je mogoče na proto-porcelanu ustvariti še lepšo površino, če jo prevlečemo z mešanico gline in apna. Postopoma so se naučili tudi uporabljati različne barvne učinke s spreminjanjem količine železovega oksida v glazuri. Južni lončarji so dolgo časa izdelovali različne neglazirane kamnite posode, toda v obdobju vzhodnega Džov danes Džjangsu, Džedžjang in Džjangši postopoma postajajo najpomembnejša središča proizvodnje proto-porcelana.
Nova navada, uporaba keramike namesto bronastih grobnih predmetov, je začela postajati priljubljena spomladi in jeseni. V grobnicah vzhodnega Džov so arheologi našli veliko lončenih grobnih predmetov, ki posnemajo različne ritualne bronaste predmete (glej ilustracijo keramičnega dinga). V obdobju vojskujočih se držav je nov pomen dosegla keramika s poslikavo. Izdelovali so jo z žganjem navadne zelene keramike in nato slikanjem po žgani keramiki, brez nadaljnjega žganja. Zaradi tega so bile barve nagnjene k bledenju ali luščenju, zaradi česar so bili takšni izdelki čisti pogrebni predmeti, neprimerni za vsakodnevno uporabo. Podobno kot pogrebna keramika je bila praksa darovanja lesenih in glinenih modelov ljudi kot pogrebnih daril, ki se je prav tako uveljavila pod dinastijo Džov. Glinena vojska prvega cesarja Čin Ši Huanga v naravni velikosti je najbolj spektakularen primer te pogrebne keramike, vendar so bile figure običajno majhne. Od obdobja Čin se je število figur, postavljenih v grobnice, močno povečalo.
- Proto porcelanski vrč z apliciranim in žigosanim okrasjem. Džedžjang, 4.–3. stoletje pr. n. št. Zbirka Meijintang
- Posoda (gui). Visoko žgana siva lončena posoda z gladko črno površino ter vrezanim in apliciranim okrasom. Dinastija Šang, ok. 1300–1050 pr. n. št. Muzej azijske umetnosti
- Proto porcelanski zun z modrikasto rjavo glazuro. Obdobje Šang. Muzej Henan
- Trda lončenina z dvema ušesoma in vtisnjenim vzorcem. Najdišče Huangtulun, Minhou, obdobje Šang. Muzej Fudžjan
- Skleda z dvema ročajema. Visoko žgana keramika z vrezanimi in apliciranimi okraski ter pepelnato glazuro. Obdobje Zahodni Džov. Vudžou, Džedžjang. Muzej azijske umetnosti
- Poslikana lončena posoda dou z motivom kui longa iz obdobja vojskujočih se držav (403–221 pr. n. št.)

### Dinastija Han, 202 pr. n. št. – 220 n. št.
Po nekaterih kitajskih definicijah je bil prvi porcelan izdelan v provinci Džedžjang v času vzhodne dinastije Han. Črepi, najdeni na arheoloških najdiščih peči v vzhodni dinastiji Han, so ocenili, da se je temperatura žganja gibala od 1260 do 1300 °C). Že leta 1000 pr. n. št. so tako imenovani porcelanski izdelki ali protoporcelanski izdelki izdelovali z vsaj nekaj kaolina, žganega pri visokih temperaturah. Ločnica med obema in pravim porcelanom ni jasna. Arheološke najdbe so datume premaknile že v obdobje dinastije Han (206 pr. n. št. – 220 n. št.).
V poznih letih dinastije Han se je zgodaj razvila svojevrstna umetniška oblika hunpinga ali 'kozarca za dušo': pogrebni vrč, katerega vrh je bil okrašen s kiparsko kompozicijo. Ta vrsta posode se je razširila v naslednji dinastiji Džin (266–420) in v šestih dinastijah.
Nagrobne figure, ki so se ponovile v dinastiji Tang, so bile priljubljene v družbi, vendar z večjim poudarkom kot kasneje na modelnih hišah in domačih živalih. Za nekatere od teh figur so uporabljali zeleno glazirano keramiko, pri kateri so v kasnejši formuli sancai uporabljali s svincem glazirano lončenino, vendar ne za izdelke za uporabo, saj je surovi svinec glazuro naredil strupeno.
- Posoda Han z vzorci konja in človeka
- Glazirana keramika s psom, ovratnik z vzorcem na površini; Vzhodni Han, 1. stoletje n. št.
- Vrč s črno glazirano glavo Han
- Svečnik v obliki leva iz zahodnega Jina, ok. 4. stoletje n. št.
- Lotosova posoda iz severnega Qi, ok. 5. stoletje n. št.
- Keramični model kitajskega stražnega stolpa, dinastija Han
- Poslikan lončeni lonček z reliefnimi upodobitvami zmajev in feniksov, zahodna dinastija Han (202 pr. n. št. – 9 n. št.)

### Dinastiji Sui in Tang, 581–907 n. št.
V času dinastij Sui in Tang (608 do 907 n. št.) je bila izdelana široka paleta keramike, žgane na nizki in visoki temperaturi. Med njimi so bili tudi zadnji pomembni izdelki iz fine lončenine, ki so jih proizvajali na Kitajskem, večinoma tribarvni (s svincem glazirani) sancai. Številne znane živahne figure iz grobnic dinastije Tang, ki so bile izdelane le za postavitev v elitne grobnice blizu prestolnice na severu, so v sancai, druge pa so nepobarvane ali pa so bile pobarvane čez podlago; barva je zdaj pogosto odpadla. Tudi posode sancai so morda bile namenjene predvsem grobnicam, kjer jih vse tudi najdemo; glazura je bila manj strupena kot v dinastiji Han, vendar se ji je morda še vedno treba izogibati pri uporabi za jedilno mizo.
Na jugu so izdelki z najdišča peči Čangša Tongguan v Tongguanu pomembni zaradi prve redne uporabe slikanja pod glazuro; primerke so našli na mnogih mestih v islamskem svetu. Vendar se je njihova proizvodnja umirila, saj je slikanje pod glazuro več stoletij ostalo manj pomembna tehnika.
Posoda Jue je bila vodilni visoko žgani, z apnom glaziran celadon tistega obdobja in je bila zelo prefinjene oblike, ki jo je podpiral dvor. Tako je bilo tudi s severnim porcelanom iz peči v provincah Henan in Hebej, ki je prvič ustrezal zahodni in vzhodni definiciji porcelana, saj je bil hkrati čisto bel in prosojen. Bela keramika Šing in zelena keramika Jue sta veljali za najfinejšo keramiko severne oziroma južne Kitajske. Ena prvih omemb porcelana s strani tujca je v Verigi kronik, ki jo je leta 851 n. št. napisal arabski popotnik in trgovec Sulejman v času dinastije Tang, ki je zapisal:
Na Kitajskem imajo zelo fino glino, iz katere izdelujejo vaze, ki so prozorne kot steklo; skoznje je vidna voda. Vaze so narejene iz gline.
Lončarstvo iz tega obdobja se odlikuje po barvi in živahnosti, kar je bilo v naslednjih obdobjih večinoma opuščeno zaradi sprejetja neokonfucijanstva, ki je nasprotovalo razkošnim razkazovanjem in vpadljivim barvam ter je dajalo prednost skromnosti in preprostosti.
- Tujec pleše Huteng
- Lonec s človeškimi motivi, 8. stoletje n. št.
- Tuji glasbeniki na kameli
- Posoda jaodžov iz 10. stoletja

### Dinastije Ljao, Song, Zahodna Šja in Džin, 907–1276
Lončarstvo dinastije Song je v kitajski tradiciji ohranilo ogromen ugled, zlasti tisto, kar je kasneje postalo znano kot Pet velikih peči. Umetniški poudarek lončarstva dinastije Song je bil na subtilnih glaziranih učinkih in gracioznih oblikah; druga dekoracija, kjer je bila, je bila večinoma v plitvem reliefu. Sprva je bilo to izrezljano z nožem, kasneje pa so bili uporabljeni kalupi, kar je privedlo do izgube umetniške kakovosti. Slikanje se je večinoma uporabljalo pri priljubljeni keramiki Cidžov. »Jasno je, da v dinastiji Song, ki je težila k ohranjanju estetike konvencionalnega konfucijanizma, modra podglazura sploh ni bila priljubljena; konfucijanska estetika je poudarjala preprostost, vzorci podglazurne modre barve pa so bili ocenjeni kot preveč okrasni.«
Zelena keramika ali celadon je bila priljubljena tako na Kitajskem kot na izvoznih trgih, ki so v tem obdobju postajali vse pomembnejši. Keramiko Jue je nasledil severni celadon, nato pa na jugu celadon Longčuan. Pomembna je bila tudi bela in črna keramika, zlasti keramika Cidžov, obstajale pa so tudi polikromirane vrste, vendar so finejše vrste keramike za dvor in literate ostale enobarvne, zanašajoč se na učinke glazure in obliko. Na različnih območjih se je razvila široka paleta slogov, tisti, ki so bili uspešni, pa so bili posnemani na drugih območjih. Pomembna najdišča peči in slogi kamnite keramike so bili Ru, Džun, južni Song Guan ali uradna keramika, Džjan in Džidžov. Belkast porcelan se je še naprej izboljševal, vključno z nadaljevanjem keramike Ding in prihodom Čingbaija, ki ga je nadomestil.
Lončarstva Ljao, Šja in Jin so ustanovila nepismena, pogosto nomadska ljudstva, ki so osvojila dele Kitajske. Proizvodnja lončarstva se je pod njihovo vladavino nadaljevala, vendar so se njihove umetniške tradicije do neke mere združile s kitajskimi, kar je ustvarilo značilne nove sloge.
Fina lončarska posoda v vseh teh regijah je bila večinoma žgana na visoki temperaturi, nekaj pa je bilo izdelanih tudi iz lončene posode zaradi nižjih stroškov in bolj barvitih glazur. Del uporabljene gline je bil kaolinit. V nekaterih primerih je bila kamenina prednostna zaradi temnejše barve ali boljših delovnih lastnosti. Lončarji so uporabljali lokalno glino, in ko je bila ta temna ali groba in so želeli fino belo maso, so glino pred nanosom glazure prekrili z belo prevleko.
- Skleda iz dinastije Song, ok. 13. stoletje
- Jun keramika

### Dinastija Juan, 1271–1368
Mongolska dinastija Juan je po Mongolskem cesarstvu sprožila gibanje umetnikov vseh vrst, kar je v keramiko prineslo velik slogovni in tehnični vpliv islamskega sveta v obliki modro-belega porcelana s podglazurnim slikanjem v kobaltu. To je bilo opisano kot »zadnja velika inovacija v keramični tehnologiji«. Dekoracija s podglazurnimi slikanimi vzorci je bila dolgo značilnost kitajske keramike, zlasti v priljubljeni keramiki Cidžov (večinoma s črno barvo čez premaz), vendar so jo dvor in literati morda imeli za precej vulgarno, najfinejša keramika pa je bila enobarvna, z zadržano estetiko s popolnimi oblikami in subtilnimi glazurnimi učinki, pogosto čez plitvo dekoracijo, vklesano ali vbrizgano v površino.
To je bil velik kontrast s svetlimi barvami in zapletenimi vzorci, ki so se razvili pod Juanom, katerega organizacija je večinoma temeljila na islamski umetnosti, zlasti na kovinarstvu, čeprav so živalski in rastlinski motivi ostali zasnovani na kitajski tradiciji. Sprva so jih izdelovali predvsem za izvoz, vendar so postali sprejemljivi na dvoru in za kupce fine keramike v državi. Izvozni trgi so slog zlahka sprejeli in od takrat se proizvaja tako na Kitajskem kot po vsem svetu.
Zaradi tega, izboljšav vodnega prometa in ponovne združitve pod mongolsko oblastjo se je proizvodnja lončarstva začela koncentrirati v bližini nahajališč kaolina, kot je Džingdedžen, ki je postopoma postal vodilno središče za proizvodnjo porcelana v različnih slogih, kar je ohranil še danes. Obseg proizvodnje se je močno povečal, obseg in organizacija peči pa sta postala industrializirana, lastništvo pa so imeli komercialni sindikati, velika delitev dela in druge značilne značilnosti množične proizvodnje. Nekatere druge vrste lončarstva, zlasti celadon iz Longčuana in keramika Cidžov, so še naprej uspevale.

### Dinastija Ming, 1368–1644
Dinastija Ming je bila priča izjemnemu obdobju inovacij v izdelavi keramike. Peči so raziskovale nove tehnike oblikovanja in oblik, kar je pokazalo nagnjenost k barvam in slikanemu dizajnu ter odprtost do tujih oblik. Cesar Jongle (1402–24) je bil še posebej radoveden glede drugih držav (kar dokazuje njegova podpora evnuhu Dženg Heju pri njegovem obsežnem raziskovanju Indijskega oceana) in je užival v nenavadnih oblikah, mnoge so bile navdihnjene z islamskim kovinarstvom. V obdobju Šuande (1426–35) je bila uvedena tehnična izboljšava pri pripravi kobalta, ki se je uporabljal za dekoracijo z modro podglazuro.
Pred tem je bil kobalt briljantne barve, vendar se je pri žganju nagibal k razmazovanju; z dodajanjem mangana je bila barva bolj pusta, vendar so bile linije ostrejše. Porcelan Šuande danes velja za enega najboljših izdelkov dinastije Ming. Emajlirano dekoracijo (kot je tista na levi) so izpopolnili pod cesarjem Čenghua (1464–87) in jo zelo cenili kasnejši zbiratelji. Dejansko so do konca 16. stoletja dela iz obdobja Čenghua in Šuande – zlasti vinske skodelice – postala tako priljubljena, da so se njihove cene skoraj ujemale s pristnimi starinskimi izdelki dinastije Song ali celo starejšimi. To spoštovanje do relativno nove keramike je pri literarnih učenjakih (kot so Ven Dženheng, Tu Long in Gao Ljan, ki je naveden spodaj) vzbudilo veliko prezira; ti možje so se imeli za razsodnike okusa in so slikano estetiko imeli za »vulgarno«.
Poleg teh dekorativnih inovacij je pozna dinastija Ming doživela dramatičen premik k tržnemu gospodarstvu, saj je izvažala porcelan po vsem svetu v izjemnem obsegu. Tako so peči v Džingdedženu poleg dobave porcelana za domačo uporabo postale glavno proizvodno središče za obsežni izvoz porcelana v Evropo, začenši z vladavino cesarja Vanlija (1572–1620). Do takrat sta se kaolin in lončarski kamen mešala v približno enakih razmerjih. Kaolin je, ko je bil dodan pasti, dajal izdelke velike trdnosti; prav tako je izboljšal belino telesa – lastnost, ki je postala zelo iskana, zlasti ko je modro-belo blago postalo bolj priljubljeno. Lončarski kamen je bilo mogoče žgati pri nižji temperaturi (1250 °C) kot pasto, pomešano s kaolinom, ki je zahtevala 1350 °C. Te vrste variacij je bilo pomembno upoštevati, ker se je temperatura velike južne jajčaste peči zelo razlikovala. V bližini kurišča je bilo najbolj vroče; blizu dimnika, na nasprotnem koncu peči, pa hladneje.

### Dinastija Čing, 1644–1911
Dolgotrajne državljanske vojne, ki so zaznamovale prehod iz dinastije Ming v dinastijo Čing, so povzročile razpad sistema cesarskih peči in prisilile upravitelje, da so poiskali nove trge. Prehodni porcelan od približno 1620 do 1680-ih je prinesel nov slog slikanja, večinoma v modri in beli barvi, z novimi temami krajin in figur, naslikanih zelo svobodno, izposojenih iz drugih medijev. V poznejšem delu obdobja se je Evropa pridružila obstoječim izvoznim trgom.
Dinastija Čing je proizvajala zelo raznolike sloge porcelana in razvila številne inovacije dinastije Ming. Najbolj opazno področje nenehnih inovacij je bila vse večja paleta barv, večinoma v emajlih nad glazuro. Razvila se je zelo pomembna trgovina s kitajskim izvoznim porcelanom z Zahodom. Okus dvora je bil zelo eklektičen, še vedno so dajali prednost enobarvnim izdelkom, ki so zdaj uporabljali široko paleto svetlih barv glazure. Posebni učinki glazure so bili zelo cenjeni; razvijali so nove in klasično blago dinastije Song posnemali z veliko spretnostjo. Toda dvor je zdaj sprejemal izdelke s poslikanimi prizori v modri in beli barvi ter nove svetle polikromne palete. Tehnični standardi v Džingdedženu so bili izjemno visoki, čeprav so se do sredine 19. stoletja nekoliko znižali.
Dekoracija in včasih oblike so postajale vse bolj pretirano dovršene in pretirane, obdobje Ming pa na splošno velja za večje; pravzaprav je bilo takrat na Kitajskem tako. Do 18. stoletja je tradicija prenehala z radikalnimi inovacijami in vitalnost slikarstva upada.
Primarni vir o porcelanu dinastije Čing je na voljo tako od tujih prebivalcev kot domačih avtorjev. Dve pismi, ki jih je napisal Père François Xavier d'Entrecolles, jezuitski misijonar in industrijski vohun, ki je živel in delal v Džingdedženu v začetku 18. stoletja, podrobno opisujeta proizvodnjo porcelana v mestu. V svojem prvem pismu iz leta 1712 je d'Entrecolles opisal način, kako so lončarske kamne drobili, prečiščevali in oblikovali v majhne bele opeke, v kitajščini znane kot petuntse. Nato je opisal prečiščevanje kaolina ter razvojne faze glaziranja in žganja. Svoje motive je pojasnil:

Nič drugega kot moja radovednost me ne bi mogla spodbuditi k takim raziskavam, vendar se mi zdi, da bi bil podroben opis vsega, kar zadeva tovrstno delo, lahko koristen v Evropi.
Leta 1743, med vladavino cesarja Čjanlonga, je cesarski nadzornik v mestu Tang Jing napisal spomine z naslovom Dvajset ilustracij izdelave porcelana. Izvirne ilustracije so izgubljene, vendar je besedilo še vedno dostopno.

## Vrste kitajske keramike

### Pogrebni izdelki iz dinastije Tang
Sancai pomeni 'tri barve': zelena, rumena in kremasto bela, vse v glazurah na osnovi svinca. Pravzaprav so lahko uporabili tudi nekatere druge barve, vključno s kobaltno modro. Na Zahodu so izdelke iz dinastije Tang sancai včasih imenovali jajčno-špinačni.
Izdelki sancai so bili severni izdelki, izdelani iz belih in polirano žganih sekundarnih kaolinov ter žgane gline. Na mestih peči v Tongčuanu v okrožju Neičiu v Hebeiju in Gongjiju v Henanu, so bile gline, uporabljene za pogrebne izdelke, podobne tistim, ki so jih uporabljali lončarji iz dinastije Tang. Pogrebni izdelki so bili žgani pri nižji temperaturi kot sočasni beli izdelki. Figure iz grobnic dinastije Tang, kot so znane upodobitve kamel in konj, so bile ulite v delih v kalupih, deli pa so bili spojeni z glineno maso. Pobarvani so bili s sancai ali zgolj prevlečeni z belo maso, pogosto z barvo, dodano čez glazuro, ki je danes večinoma izgubljena. V nekaterih primerih je bila sestavljenim figuricam dana določena stopnja individualnosti z ročnim rezbarjenjem.

### Zeleni izdelki ali celadon
Glavna skupina celadonskih izdelkov je dobila ime po svoji glazuri, ki uporablja železov oksid za širok spekter barv, osredotočen na žad ali olivno zeleno, vendar zajema rjave, kremne in svetlo modre odtenke. To je podoben razpon kot pri žadu, ki je bil vedno najbolj prestižni material v kitajski umetnosti, in široka podobnost pojasnjuje veliko privlačnosti celadona za Kitajce. Celadoni so preprosti ali okrašeni z reliefom, ki je lahko izrezljan, vgraviran ali oblikovan. Včasih jih je jemal cesarski dvor, celadoni pa so imeli bolj reden trg z učenjaki in srednjim razredom, prav tako pa so jih izvažali v ogromnih količinah. Pomembne vrste so: keramika Jue, keramika Jaodžov in širši severni celadon, keramika Ru, keramika Guan in končno celadon Longčuan.

### Posoda Džjan
Črna keramika Džjan Džan, ki je v glavnem vsebovala čajne izdelke, je bila izdelana v pečeh v Džjanjangu v provinci Fudžjan. Vrhunec svoje priljubljenosti je dosegla med dinastijo Song. Izdelki so bili izdelani iz lokalno pridobljene gline, bogate z železom, in žgani v oksidativni atmosferi pri temperaturah okoli 1300 °C. Glazura je bila narejena iz gline, podobne tisti, ki je bila uporabljena za oblikovanje telesa, le da je bila prepojena z lesnim pepelom. Pri visokih temperaturah se je staljena glazura ločila in ustvarila vzorec, imenovan 'zajčje krzno'. Ko so bili izdelki Džjan nagnjeni za žganje, so po strani stekle kapljice, kar je dokazovalo zbiranje tekoče glazure.
Čajni izdelki Džjan iz dinastije Song so bili zelo cenjeni in kopirani tudi na Japonskem, kjer so bili znani kot izdelki tenmoku.

### Posoda Džidžov
Posoda Džidžov je bila kamnita posoda, ki se je večinoma uporabljala za pitje čaja. Znana je bila po glaziranih učinkih, vključno z glazuro v obliki želvje lupine, in uporabi pravih listov kot zaščitnih premazov proti glazuri; list je med žganjem zgorel in pustil svoje obrise v glazuri.

### Posoda Ding
Posoda Ding (Wade–Giles: Ting) je bila izdelana v okrožju Ding v provinci Hebei. Posoda Ding, ki je bila že v proizvodnji, ko so cesarji Song leta 940 prišli na oblast, je bila takrat najboljši porcelan, proizveden na severni Kitajski, in je bila prva, ki je vstopila v palačo za uradno cesarsko uporabo. Njegova pasta je bela, običajno prekrita s skoraj prozorno glazuro, ki je kapljala in se zbirala v "solzah" (čeprav je bila nekatera posoda Ding glazirana enobarvno črno ali rjavo, je bila bela veliko pogostejša vrsta). Na splošno se je estetika Ding bolj zanašala na elegantno obliko kot na bahavo dekoracijo; vzorci so bili zadržani, bodisi vrezani bodisi vtisnjeni v glino pred glaziranjem. Zaradi načina, kako so bile posode zložene v peči, so robovi ostali neglaziran in jih je bilo treba obrobiti s kovino, kot je zlato ali srebro, ko so jih uporabljali kot namizni pribor. Nekaj sto let pozneje je pisatelj iz južne dinastije Song pripomnil, da je prav ta napaka privedla do njenega propada kot priljubljene cesarske posode. Ker je vlada Song izgubila dostop do teh severnih peči, ko je pobegnila na jug, se trdi, da je bila posoda Qingbai (glej spodaj) obravnavana kot nadomestek za Ding.
Čeprav ni bila tako visoko ocenjena kot posoda Ru, jo poznavalec iz pozne dinastije Ming, Gao Lian, na kratko omeni v svoji knjigi Osem razprav o umetnosti življenja. Mojster Gao je v svojem šestem govoru, razdelku o »čistem uživanju v kultiviranem brezdelju«, dejal: »Najboljša vrsta ima na sebi sledi kot madeže od solz ... Pri izbiri oblik posod se kaže velika spretnost in iznajdljivost.«

### Posoda Ru
Tako kot posoda Ding je bila tudi posoda Ru (Wade–Giles: ju) izdelana na severnem Kitajskem za cesarsko uporabo. Peči Ru so bile blizu prestolnice severne dinastije Song v Kaifengu. Podobno kot celadoni iz Longčuana imajo kosi Ru v svoji glazuri majhne količine železovega oksida, ki pri žganju v redukcijski atmosferi oksidira in postane zelenkast. Izdelki Ru so različnih barv – od skoraj bele do temno rdeče barve – in so pogosto prekriti z rdečkasto rjavimi razpokami. Razpoke nastanejo, ko se glazura ohladi in skrči hitreje kot telo, zato se mora raztegniti in na koncu razpokati (kot je razvidno iz podrobnosti na desni; glej tudi). Umetnostni zgodovinar James Watt pravi, da je bila dinastija Song prvo obdobje, ki je razpoke obravnavalo kot prednost in ne kot napako. Poleg tega so sčasoma telesa postajala vse tanjša, medtem ko so glazure postajale debelejše, dokler do konca obdobja Južni Song ni bila »zelena glazura« debelejša od telesa, zaradi česar je bilo izjemno »mesnato« in ne »kostno«, če uporabimo tradicionalno analogijo (glej spodnji razdelek o keramiki Guan). Poleg tega se glazura po navadi nekoliko nabira in se topi, zaradi česar je na vrhu, kjer proseva glina, tanjša.
Tako kot pri keramiki Ding je tudi cesarski dvor dinastije Song izgubil dostop do peči Ru, potem ko je pobegnil iz Kaifenga, ko je dinastija Džin pod vodstvom Džurčenov osvojila severno Kitajsko in se naselila v Linanu (današnji Hangdžov) na jugu. Tam je cesar Gaozong ustanovil Guan jao (»uradne peči«) tik pred novo prestolnico, da bi izdeloval imitacije keramike Ru. Vendar pa se potomci keramike Ru spominjajo kot nekaj, kar ni bilo mogoče primerjati s poznejšimi poskusi. Mojster Gao pravi: »V primerjavi z Guan jao so bili zgornji iz finejše snovi in so imeli bolj briljanten lesk.«

### Džun posoda
Džun (Wade–Giles: chün) posoda je bila tretji slog porcelana, ki se je uporabljal na dvoru Severne dinastije Song. Zanj je značilno debelejše telo kot za posodo Ding ali Ru, prekrit pa je s turkizno in vijolično glazuro, ki je tako gosta in viskozna, da se zdi, kot da se topi z zlato rjavega telesa. Posode Džun niso le debelejše lončene, ampak je tudi njihova oblika veliko bolj robustna kot fini kosi Džun, vendar sta bili obe vrsti cenjeni na dvoru cesarja Huizonga. Proizvodnja Džun je bila osredotočena na Jun-tai v Judžovu v provinci Henan.

### Posoda Guan
Guan (Wade–Giles: kuan) posoda dobesedno pomeni »uradna« posoda; zato so nekateri Ru, Džun in celo Ding Guan v širšem pomenu besede, da so bili izdelani za dvor. Običajno se izraz v angleščini uporablja le za tisto, ki jo je proizvajala uradna, imperialno vodena peč, ki se je začela šele, ko je dinastija Južni Song pobegnila pred napredujočo dinastijo Jin in se naselila v Linanu. V tem obdobju so stene postale zelo tanke, glazura pa debelejša od sten. Glina v vznožju okoli Linana je bila rjavkaste barve, glazura pa zelo viskozna.

### Posoda tipa Ge
Ge (Wade–Giles: ko), dobesedno posoda 'velikega brata', zaradi legende o dveh bratih, ki sta delala v Longčuanu, eden je izdeloval tipično keramiko v slogu celadona, starejši pa je izdeloval posodo tipa ge, ki jo je proizvajal v svoji zasebni peči. Komentator dinastije Ming, Gao Lian, piše, da je peč tipa ge svojo glino jemala z istega mesta kot posodo tipa Guan, kar pojasnjuje težavo pri razlikovanju med njimi (čeprav Gao meni, da je Ge izrazito slabši od Guana). Na splošno ostaja Ge nekoliko nedosegljiv, vendar v osnovi obsega dve vrsti – eno s »toplo riževo rumeno glazuro in dvema nizoma razpok, bolj izrazit niz temnejše barve, prepleten s finejšim nizom rdečkastih črt« (imenovanih čin-ssu tieh-hsien ali 'zlata nit in železne niti', ki jih je na tej skledi komaj zaznati). Druga posoda iz Ge je zelo podobna posodi Guan, s sivkasto glazuro in enim nizom razpok. Nekoč so mislili, da so jo izdelovali le skupaj z longočuanskim celadonom, glede na njeno legendarno ustanovitev, zdaj pa velja, da so tudi germanijo izdelovali v Džingdedženu.
Čeprav je Ge podobna posodi Guan, ima običajno sivkasto modro glazuro, ki je popolnoma neprozorna s skoraj mat zaključkom. Njen vzorec razpok je pretiran, pogosto izstopa v krepki črni barvi. Čeprav je še vedno zavita v skrivnost, mnogi strokovnjaki menijo, da se je germanija razvila šele v zelo pozni južni dinastiji Song ali celo v dinastiji Juan. Kakor koli že, navdušenje nad njo je trajalo skozi vso dinastijo Ming; Ven Dženheng jo je imel raje kot vse druge vrste porcelana, zlasti za krtačne pomivalnike in kapalke za vodo (čeprav je imel raje žadaste krtačne pomivalnike kot porcelan, sta bila Guan in Ge najboljša keramična, še posebej, če imata nazobčane robove). Razlike med kasnejšimi imitacijami germanije Song/Juan vključujejo: različice Ming nadomeščajo belo porcelanasto telo; običajno se izdelujejo v različnih novih oblikah, na primer tistih za učence v ateljeju; glazure so običajno tanjše in bolj sijoče; na rob in dno pa se nanese premaz, ki posnema »rjava usta in železno nogo« guanske keramike.

### Izdelki Čingbai
Izdelki Čingbai (imenovani tudi jingčing) so bili izdelani v Džingdedženu in mnogih drugih južnih pečeh od časa dinastije Severni Song, dokler jih v 14. stoletju niso zasenčili modro-beli izdelki, okrašeni s podglazuro. Čingbai v kitajščini dobesedno pomeni »bistra modro-bela«. Glazura čingbai je porcelanasta glazura, tako imenovana, ker je bila izdelana iz lončarskega kamna. Glazura čingbai je bistra, vendar vsebuje železo v majhnih količinah. Ko se nanese na belo porcelanasto telo, glazura ustvari zelenkasto modro barvo, ki ji daje ime. Nekateri imajo vrezane ali oblikovane okraske.
Ilustrirana skleda čingbai iz dinastije Song je bila verjetno izdelana v vasi Džingdedžen v Hutianu, kjer so leta 1004 stale tudi cesarske peči. Skleda ima vrezano dekoracijo, ki morda predstavlja oblake ali odsev oblakov v vodi. Telo je belo, prosojno in ima teksturo zelo finega sladkorja, kar kaže na to, da je bila izdelana iz zdrobljenega in prečiščenega lončarskega kamna namesto iz lončarskega kamna in kaolina. Glazura in telo sklede sta bila žgana skupaj, v saggarju v veliki zmajevi peči na drva, kar je značilno za južne peči v tem obdobju.
Čeprav so bile številne sklede čingbai iz dinastij Song in Juan žgane obrnjene na glavo v posebnih segmentiranih saggarjih, tehnika, ki se je prvič razvila v pečeh Ding v provinci Hebei. Robovi takšnih izdelkov so bili puščeni neglazirani, vendar so bili pogosto obdani s trakovi iz srebra, bakra ali svinca.
Izjemen primer porcelana čingbai je tako imenovana Fonthillova vaza, ki je v vodniku za opatijo Fonthill, objavljenem leta 1823, opisana kot »orientalska porcelanasta steklenica, vrhunsko vdelana, za katero pravijo, da je najstarejši znani primerek porcelana, ki je bil uveden v Evropo«.
Vaza je bila izdelana verjetno okoli leta 1300 in jo je eden zadnjih kitajskih cesarjev Juan leta 1338 verjetno poslal kot darilo papežu Benediktu XII. Podstavki, omenjeni v opisu iz leta 1823, so bili iz emajliranega srebra in pozlačeni ter so bili vazi dodani v Evropi leta 1381. Akvarel vaze iz 18. stoletja skupaj z podstavki obstaja, vendar so bili sami podstavki odstranjeni in izgubljeni v 19. stoletju. Vaza je zdaj v Narodnem muzeju Irske. Pogosto se domneva, da izdelki čingbai niso bili podvrženi višjim standardom in predpisom kot drugi porcelanasti izdelki, saj so bili izdelani za vsakodnevno uporabo. Bili so množično proizvedeni in so bili deležni malo pozornosti znanstvenikov in starinarjev. Fonthillova vaza, ki jo je kitajski cesar podaril papežu, bi lahko vsaj nekoliko podvomila v to stališče.

### Modro-bela Posoda
V skladu s tradicijo prejšnjih porcelanov čingbai so modro-beli izdelki glazirani s prozorno porcelanasto glazuro. Modra dekoracija je pred glaziranjem naslikana na telo porcelana z zelo fino mletim kobaltovim oksidom, pomešanim z vodo. Po nanosu dekoracije so kosi glazirani in žgani.
Domneva se, da je bil podglazirani modro-beli porcelan prvič izdelan v času dinastije Tang. Znani so le trije popolni kosi modro-belega porcelana iz obdobja Tang (v Singapurju z indonezijskega brodoloma Belitung), vendar so v Jangdžovu v provinci Džjangsu odkrili drobce iz 8. ali 9. stoletja. Domneva se, da drobci izvirajo iz peči v provinci Henan. Leta 1957 so izkopavanja na najdišču pagode v provinci Džedžjang odkrila skledo iz obdobja severnega Songa, okrašeno s podglazurno modro barvo, na istem najdišču pa so odkrili še druge fragmente. Leta 1970 so izkopali tudi majhen fragment modro-bele sklede, ki spet izvira iz 11. stoletja.
Leta 1975 so na najdišču peči v Džjangšiju izkopali drobce, okrašene s podglazurno modro barvo, istega leta pa so iz grobnice iz leta 1319 v provinci Džjangsu izkopali podglazurno modro-belo žaro. Zanimivo je omeniti, da je pogrebna žara Juan, okrašena s podglazurno modro in rdečo barvo ter datirana v leto 1338, še vedno v kitajskem slogu, čeprav je do takrat začela vplivati obsežna proizvodnja modro-belega porcelana v dinastiji Juan, mongolski slog.
V začetku 14. stoletja je modro-beli porcelan hitro postal glavni izdelek mesta Džingdedžen, vrhunec tehnične odličnosti pa je dosegel v poznejših letih vladavine cesarja Kangšija (1661–1722)[65] in ostaja pomemben izdelek mesta še danes.
Prikazana posodica za čaj prikazuje številne značilnosti modro-belega porcelana, proizvedenega v obdobju Kangši. Prosojno telo, ki se vidi skozi prozorno glazuro, je zelo bele barve, kobaltna dekoracija, nanesena v več plasteh, pa ima fin moder odtenek. Dekoracija, žajbelj v pokrajini jezer in gora z žganimi skalami, je značilna za to obdobje. Kos je bil žgan v saggarju (keramični škatli s pokrovom, namenjeni zaščiti kosa pred odpadki peči, dimom in pepelom med žganjem) v redukcijski atmosferi v jajčasti peči na drva pri temperaturi, ki se je približevala 1350 °C.
Prepoznaven modro-bel porcelan so izvažali na Japonsko, kjer je znan kot modro-bela keramika Tenkei ali ko somecukei. Domneva se, da so jo mojstri čaja posebej naročali za japonsko slovesnost.

### Blanc de Chine
Blanc de Chine je vrsta belega porcelana, izdelanega v Dehui v provinci Fudžjan. Izdelujejo ga od dinastije Ming (1368–1644) do danes. Velike količine so v Evropo prispele kot kitajski izvozni porcelan v začetku 18. stoletja in so ga kopirali v Meissenu in drugod.
Območje ob obali Fudžjana je bilo tradicionalno eno glavnih središč izvoza keramike. Ugotovljenih je bilo več kot 180 lokacij peči, ki segajo v zgodovinski razpon od dinastije Song do danes.
Od dinastije Ming so izdelovali porcelanaste predmete, ki so dosegli zlitje glazure in telesa, tradicionalno imenovano 'slonokoščeno bela' in 'mlečno bela'. Posebna značilnost porcelana Dehua je zelo majhna količina železovega oksida v njem, kar omogoča žganje v oksidativni atmosferi do toplo bele ali bledo slonokoščene barve.
Donnelly (1969, str. xi-xii) navaja naslednje vrste izdelkov: figure, škatle, vaze in vrči, skodelice in sklede, ribe, svetilke, stojala za skodelice, kadilnice in cvetlični lončki, živali, držala za čopiče, vrčki za vino in čajnike, budistične in taoistične figure, posvetne figure in lutke. Proizvodnja figur je bila velika, zlasti verskih osebnosti, npr. figure Guanjin, Maitreja, Lohan in Ta-mo.
Številne tovarne porcelana Dehua danes izdelujejo figure in namizni pribor v sodobnih slogih. Med kulturno revolucijo so »obrtniki dinastije Dehua uporabili svoje najboljše spretnosti za izdelavo brezhibnih kipcev Mao Cetunga in komunističnih voditeljev. Portreti zvezd nove proletarske opere v njihovih najbolj znanih vlogah so bili ustvarjeni v resnično množičnem obsegu.« Figure Mao Cetunga so kasneje izgubile na priljubljenosti, vendar so jih tuji zbiratelji obudili.
Pomembni umetniki Blanc de Chine, kot je He Čaozong iz poznega obdobja dinastije Ming, so svoje stvaritve podpisovali s pečati. Med izdelki so natanko modelirane figure, skodelice, sklede in držala za dišeče palčke.
Mnogi najboljši primerki Blanc de Chine so na Japonskem, kjer so belo različico imenovali hakugorai ali »korejsko belo«, izraz, ki se pogosto uporablja v krogih čajnih ceremonij. Britanski muzej v Londonu ima veliko število kosov Blanc de Chine, saj je leta 1980 prejel v dar celotno zbirko P.J. Donnellyja.

## Barve za barvanje
Kitajski dvor je dolgo časa dajal prednost enobarvnim izdelkom in čeprav je dvor v dinastiji Juan sprejel modri in beli porcelan, je za sprejetje bolj polikromnih slogov potreboval veliko več časa. Sprva je bil modri pigment iz kobalta skoraj edini pigment, ki je lahko prenesel visoko temperaturo žganja porcelana, ne da bi se razbarval, a postopoma (večinoma v obdobju Ming) so našli še druge ali pa so bili sprejeti dodatni stroški drugega žganja pri nižji temperaturi za fiksiranje nadglazurnih emajlov. Bakreno rdeči so lahko dali zelo učinkovite rezultate pod glazuro, vendar za ceno izjemno visokega deleža sivkastih zavržkov, od katerih nekateri ostajajo v obtoku, na tisoče pa so jih našli pri izkopavanju kupov odpadkov iz peči. Sčasoma sta podglazurna modra in nadglazurna rdeča postala običajen način za doseganje enakega rezultata.
Slikanje čez glazuro, običajno imenovano emajli, se je pogosto uporabljalo pri priljubljeni kamniti keramiki Cidžov in so ga včasih eksperimentirali v pečeh, ki so izdelovale za dvor, vendar se je šele v 15. stoletju, pod dinastijo Ming, za cesarsko blago uporabljala tehnika doucai. Ta je kombinirala modre obrise pod glazuro z emajli nad glazuro v drugih barvah. Tehnika vucai je bila podobna kombinacija, pri čemer se je modra pod glazuro pogosteje uporabljala za poudarke.
Dvobarvna posoda, z uporabo modre pod glazuro in barve nad glazuro, običajno rdeče, je prav tako dalo zelo lepe rezultate. Preizkusili so številne druge metode z barvnimi glazurami, pogosto s slikami, rahlo vrezanimi v telo. Tehnika fahua je označevala območja barvne dekoracije z dvignjenimi sledmi premaza, subtilna 'skrivna' tehnika (an hua) pa je bila okrašena z zelo lahkimi zarezi, ki jih je bilo komaj videti. Ko se je paleta barv glazure razširila, se je vrnil okus za enobarvne izdelke, zdaj v novih močnih barvah, in s tem so se razvili številni posebni učinki glaziranja, vključno z vrnitvijo razpokanih in pikčastih učinkov, ki so nastali z vpihovanjem praškastega pigmenta na izdelek.

## Kamnita posoda
Lončenina, ki je na Zahodu razvrščena kot kamnita posoda, se v kitajskem jeziku običajno obravnava kot porcelan, kjer skupina kamnite posode ni priznana, zato je definicija porcelana precej drugačna in zajema vse vitrificirane, visoko žgane izdelke. Izraza, kot sta porcelanast in skoraj porcelanast, se pogosto uporabljata za odražanje tega in zajemata izdelke, ki so v zahodnem jeziku na meji med kamnito posodo in porcelanom. Visoko žgana kamnita posoda je bila že zelo zgodaj številna in je vključevala veliko prestižnih izdelkov, vključno s tistimi za cesarsko uporabo, pa tudi velike količine vsakdanjih utilitarnih loncev. Običajno so si svoj sloves pridobili s svojimi glazurami. Večino skupine celadonov, vključno s celadoni Longčuan, zlasti starejšimi, lahko uvrstimo med kamnito posodo, pa tudi vse klasične izdelke Džjan in Džidžov.
V nasprotju s tem pa čajniki in skodelice iz gline Jišing iz province Džjangsu običajno ostanejo neglazirane in se po uporabi ne operejo, saj naj bi glina izboljšala okus čaja, še posebej, ko zaradi dolgotrajne uporabe dobi patino. Pravzaprav obstaja več različnih vrst gline, ki dajejo široko paleto barv. Lonci so nenavadni, saj so pogosto podpisani s strani svojih lončarjev, kar je na Kitajskem zelo redko, morda zato, ker so bili povezani s kulturo literatov, katere trdnjava je bil Džjangsu. Najzgodnejši datirani primer je iz groba iz leta 1533 v Nankingu. Bogato okrašeni primerki, pogosto s pravokotnim telesom, so bili od 18. stoletja naprej izvoženi v Evropo, ti in lonci za lokalno uporabo pa so imeli pogosto vgravirane pesmi. Poleg čajnega pribora in namiznih predmetov, kot so podstavki za čopiče, so bili kot okraski oblikovani tudi sadje in druge naravne oblike. Proizvodnja se nadaljuje še danes, običajno z uporabo preprostejših oblik.